# 西门子能源业务领域
西门子能源业务领域曾是西门子公司的四大业务领域之一，主要为火力发电和可再生能源发电、输电以及石油和天然气的开采、转换和输送提供产品、服务和解决方案。在2020年的西门子结构调整中，能源业务被分拆成西门子能源股份公司。

## 历史
2008年1月1日创建，2014年8月1日起，Lisa Davis将担任首席执行官一职. 2014年10月1日起，公司将精简机构，取消“业务领域”层级，包括能源业务领域。在2020年的西门子结构调整中，能源业务中的一部分被分拆成西门子能源股份公司。

## 业务集团
西门子能源业务领域由以下业务集团组成：

- 发电集团（首席执行官：Roland Fischer）
- 能源服务集团（首席执行官：Randy Zwirn）
- 输电集团（首席执行官：Jan Mrosik)
- 风力发电集团（首席执行官：Markus Tacke）

## 产品、解决方案和服务
- 化石燃料发电（燃气发电厂，联合循环发电厂 (CCPP) 以及蒸汽发电厂）
- 燃气轮机、蒸汽轮机、发电机和压缩机等组件
- 可再生能源发电（风力发电和水力发电）
- 与电厂相关的控制技术、电气工程和信息技术
- 电厂服务解决方案及其控制技术，包括培训和咨询服务
- 组件服务（工业用燃气轮机、蒸汽轮机和压缩机）
- 石油与天然气行业：油气领域的增压解决方案（消耗压缩）；管道应用压缩解决方案；浮式储油卸油装置 (FPSO) 及炼油厂
- 加工业：标准产品、模块化和定制的压缩机组
- 工业和市政能源生产商：工业燃气轮机、小型蒸汽轮机、工业蒸汽轮机、热电联合系统及用于太阳能发电厂的蒸汽轮机
- 输电：高压输电技术、交钥匙变电站和电力变压器产品及解决方案，高压直流输电 (HVDC) 技术

## 数据
西门子能源业务领域在 2013 财年的收入约为 266 亿欧元，共有约  83,500 名员工。